# Sonata per pianoforte n. 4 (Tippett)
La Sonata per pianoforte n. 4 è l'ultima e più ampia sonata per pianoforte di Michael Tippett. Composta nel 1984, è in cinque movimenti in una struttura concentrica complessiva. È stata scritta dieci anni dopo la sua precedente sonata per pianoforte.

## Struttura
Il lavoro ha cinque movimenti e la performance dura poco più di mezz'ora. Inizialmente era concepita come una serie di cinque bagatelles.
1. Medium slow
2. Medium fast
3. Slow
4. Fast
5. Slow